# Johann Vinzenz Reim

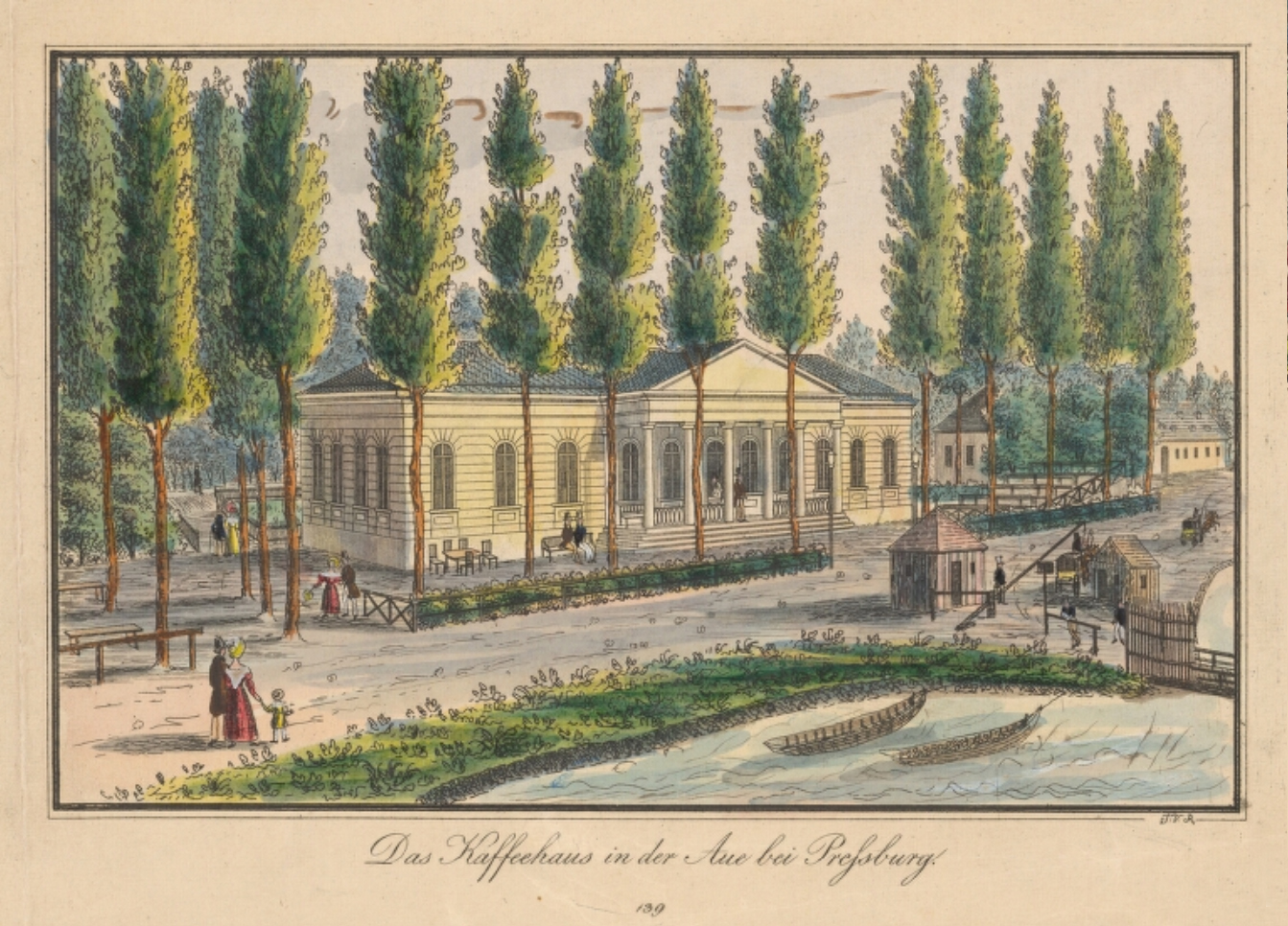
Das Kaffeehaus in der Aue bei Pressburg

Johann Vinzenz Reim  (* 28. Mai 1796 in Warnsdorf; † 14. Januar 1858 in Wien) war ein österreichischer Zeichner und Kupferstecher.
Geboren als Sohn eines Baumwollfabrikanten, wurde Johann Vinzenz Reim als Landschaftsmaler ausgebildet. Vor 1833 zog er nach Wien und legte 1836 den Bürgereid ab. 1854 wurde er Mitglied des Äußeren Rats der Stadt Wien. Als Vorsteher des Armeninstitutes bereiste er alle Länder der österreichisch-ungarischen Monarchie und besuchte auch Bayern. 
Im Zeitraum von 1834 bis 1853 schuf er anlässlich der Dienstreisen etwa 550 Skizzen von Ansichten der besuchten Orte, die ihm als Vorlagen für kolorierte Kupferstiche dienten. 148 Kupferstiche zeigen Ansichten von Wien. Diese Kupferstiche sind als Dokumente der ersten Hälfte des 19. Jahrhunderts besonders wertvoll. Sie zeigten Hauptgebäude und Straßen, Plätze, berühmte Ausflugsziele, Brücken, Dampfer und besonders die Eisenbahn. 
Das Skizzenbuch Reims aus den Jahren 1834 bis 1836 befindet sich in den Sammlungen des Historischen Museums der Stadt Wien.